# Melanoxylum speciosum
Melanoxylum speciosum là một loài thực vật có hoa trong họ Đậu. Loài này được Benoist mô tả khoa học đầu tiên.